# Phyllodoce caerulea
Phyllodoce caerulea és una espècie de la família de les ericàcies que recorda a un petit bruc. És un arbust perennifoli, amb flors petites, porpres, campanulades. És nativa de les regions boreals de l'hemisferi nord, a Europa, Amèrica i Àsia, però amb grans llacunes en la distribució, torna a aparèixer de forma escadussera als Pirineus Centrals.

## Morfologia
És un arbust nan, que pot mesurar entre 5 i 15 centímetres d'alçada, excepcionalment fins a 25 cm. Les seves fulles perennes, més o menys linears, fan 4-10 mm de llarg i 1.7 a 3,6 mm d'amplada i neixen d'un pecíol d'1 mil·límetre; estan disposades alternativament. Les flors neixen en raïms de 2-6, cada flor és de 8-12 mm de llarg, amb una corol·la composta per cinc pètals fusionats que comencen sent de color porpra, però s'esvaeixen a un rosa blavós.

## Ecologia i distribució
Malgrat ser una espècie pròpia de les regions boreals, ha estat trobada en algunes muntanyes més al sud, a les Illes Britàniques, els Urals o els Pirineus Centrals on viu com una relíquia de l'època glacial, quan les espècies nòrdiques van emigrar cap a latituds inferiors. A la península Ibèrica viu en matollars de l'alta muntanya, a l'estatge alpí, al voltant dels 2500 m d'altitud, junt amb altres representants de les ericàcies com el neret, el nabiu o el nabiu uliginós.
Als Pirineus viu en algunes poques poblacions a l'Arieja i l'Alta Garona. Les flores de referència de la península Ibèrica o els Països Catalans no recullen la presència d'aquesta espècie que va ser citada per primer cop l'any 1995 a la Vall d'Aran. També s'ha trobat a la zona de Benasc, al Pirineu aragonès.
Degut a la seva raresa a Catalunya ha estat inclosa en el catàleg de flora amenaçada, en la categoria "en perill d'extinció"

## Taxonomia
Phyllodoce caerulea va ser descrita per primera vegada per Carl von Linné a la seva Species Plantarum de 1753, com una espècie del gènere Andromeda. Va ser transferida al gènere Phyllodoce per Cardale Babington en el seu Manual de botànica britànica de 1843.
Phyllodoce: És un nom derivat de la mitologia grega, Filòdoce era una de les nereides, les fille de Nereu i de Doris.
caerulea: és un epítet llatí que significa "de color blau fosc".